# Факты и комментарии
«Фа́кты и коммента́рии» («Факты») — всеукраинская ежедневная газета, издаётся с августа 1997 года. До января 2018 года «Факты» выходили пять раз в неделю, кроме воскресенья и понедельника, с 2018 года — в формате еженедельника. Главный редактор и владелец — Александр Швец, до июня 2016 года издание принадлежало EastOne Group.

## История
Газета начала печататься в августе 1997 года.
По данным TNS за 2006 и 2009 годы «Факты и комментарии» занимали второе место среди ежедневных изданий. В 2010 году издание стало лидером сегмента «Издания общего интереса», аудитория её одного номера достигала более 1 300 000 человек.
В 2009 году газета из-за финансового кризиса была вынуждена закрыть собственную дистрибьюторскую сеть.
Весной 2015 года из-за экономического кризиса, спровоцированного  вооружённым конфликтом на востоке Украины,  редакция сократила на треть творческий коллектив.
В июне 2016 года «EastOne Group» продал «Факты и комментарии» генеральному директору и редактору издания Александру Швецу.
С января 2018 года  «Факты и комментарии» выходят в формате еженедельника. При этом веб-портал газеты перешел на круглосуточное освещение событий в Украине и мире.